# ETFA
ETFA‏ (Electron transfer flavoprotein subunit alpha) هوَ بروتين يُشَفر بواسطة جين ETFA في الإنسان.